# Marek Janowski
Marek Janowski (ur. 18 lutego 1939 w Warszawie) – dyrygent niemiecki pochodzenia polskiego. 
Urodzony w Warszawie w rodzinie polsko-niemieckiej, wychowywał się u rodziny matki w Wuppertalu. Studia muzyczne rozpoczął w Kolonii u Wolfganga Sawallischa. W wieku 30 lat został dyrygentem Opery w Hamburgu. W roku 1973 Janowski objął kierownictwo muzyczne opery we Fryburgu Bryzgowijskim, a następnie opery w Dortmundzie.
W latach 1984–2000 kierował Nouvel Orchestre Philharmonique de Radio France. W latach 1986–1990 był ponadto naczelnym dyrygentem Orkiestry „Gürzenich” w Kolonii. Od roku 1999 kieruje Orkiestrą Filharmoniczną Monte Carlo. W latach 2001–2003 kierował też Filharmonią Drezdeńską. Od roku 2002 Janowski jest kierownikiem artystycznym Radiowej Orkiestry Symfonicznej w Berlinie. Od jesieni 2005 objął dodatkowo kierownictwo Orkiestry Szwajcarii Romańskiej w Genewie.
Marek Janowski dokonał wielu nagrań płytowych. Do najważniejszych pozycji należą:
- Richarda Wagnera „Pierścień Nibelunga” (z Staatskapelle Dresden)
- Carla Marii von Webera „Euryanthe”
- Richarda Straussa „Die schweigsame Frau“
- Ericha Korngolda „Violanta“
- Krzysztofa Pendereckiego „Diabły z Loudun“.
- Paula Hindemitha „Harmonia Mundi“

Lista nagrań obejmuje też utwory symfoniczne Brucknera, Roussela i Messiaena w wykonaniu Nouvel Orchestre Philharmonique de Radio France.

## Odznaczenia
- Kawaler Orderu Zasługi Kulturalnej (Kategoria B – Muzyka) – Rumunia, 2009[1]